# Phlebogaster laurisylvicola
Phlebogaster laurisylvicola är en svampart som beskrevs av Fogel 1980. Phlebogaster laurisylvicola ingår i släktet Phlebogaster och familjen Claustulaceae.   Inga underarter finns listade i Catalogue of Life.